# Långtjärnen (Edefors socken, Norrbotten, 733009-171682)
Långtjärnen är en sjö i Bodens kommun i Norrbotten och ingår i Luleälvens huvudavrinningsområde.